# Ana Mendes Godinho
Ana Manuel Jerónimo Lopes Correia Mendes Godinho (Lisboa, 29 de junio de 1972) es una jurista, funcionaria pública y política portuguesa. Actual ministra de Trabajo, Solidaridad y Seguridad Social en el Gobierno portugués, habiendo ejercido con anterioridad funciones de secretaria de Estado de Turismo.

## Biografía
Licenciada en Derecho por la Universidad de Lisboa, cuenta con otros estudios de posgrado en Derecho del Trabajo y Legislación. Más tarde fue consultora jurídica del Ministerio de Defensa Nacional y de la Dirección General de Turismo, entre 1997 y 2001. Es inspectora de trabajo desde 2001, habiendo ejercido diversos cargos en la administración pública: administradora de Turismo Capital, SCR, SA y de Turismo Fundos, SGFII, SA, entre 2009 e 2010, vicepresidenta de Turismo de Portugal, IP, de 2010 a 2011, y vicepresidenta del Consejo General del Fundo Imobiliário Especial de Apoio às Empresas, entre 2010 y 2012.
Fue adjunta al jefe de gabinete del secretario de Estado de Turismo Bernardo Trindade en el primer gobierno liderado por José Sócrates. En 2015, toma posesión como secretaria de Estado de Turismo en el primer gobierno de António Costa y en 2019 pasó a dirigir el Ministerio de Trabajo, Solidaridad y Seguridad Social en el segundo gobierno de Costa.
En septiembre de 2021 coincidió en Coímbra con la ministra española Yolanda Díaz para firmar un acuerdo entre los dos países en Economía Social.